# Dawn Staley
Dawn Michelle Staley (* 4. Mai 1970 in Philadelphia, Pennsylvania, Vereinigte Staaten) ist eine ehemalige professionelle Basketball-Spielerin. Sie spielte für die Charlotte Sting und die Houston Comets in der Women’s National Basketball Association als Point Guard.
Als Spielerin für die US Nationalmannschaft gewann sie drei Goldmedaillen und war für die Eröffnungsfeier der Spiele in Athen die Fahnenträgerin für die Vereinigten Staaten.

## Spieler-Karriere

### College
Staley spielte vier Jahre für das Damen-Basketballteam der University of Virginia. 1991 führte sie ihr Team ins NCAA Women’s Division I Basketball Championship-Finale, wo sich das Team den Tennessee Lady Volunteers, dem Damen-Basketballteam der University of Tennessee, geschlagen geben musste.

### American Basketball League (1996–1998)
1996 trat sie der ABL bei und spielte in ihrer ersten Saison für die Richmond Rage, mit denen sie bis ins ABL-Finale kam. 1997 wurden die Rage nach Philadelphia umgesiedelt, sodass sie in der Saison 1997/98 für die Philadelphia Rage spielte. Da die ABL nach nur 2 Saisons aufgelöst wurde, musste sie ihre Karriere in der ABL unfreiwillig beenden.

### Women’s National Basketball Association
Nachdem die ABL aufgelöst worden war, wechselte sie wie viele andere ABL-Stars in die WNBA, wo sie im WNBA Draft 1999 von den Charlotte Sting als neunte Spielerin insgesamt ausgewählt wurde. In der Saison 2001 führte sie die Sting bis ins WNBA-Finale, wo sie sich mit den Sting 0:2 den Los Angeles Sparks geschlagen geben musste.
Vor dem Beginn der Saison 2005 gab Staley bekannt, dass dies ihre letzte Saison als Spielerin in der WNBA sei. Am 1. August 2005 wurde Staley zu den Houston Comets transferiert. Die Comets erreichten in dieser Saison die Playoffs, wo sie sich aber den Sacramento Monarchs in den Western Conference Finals 0:2 geschlagen geben mussten. Zum Abschluss ihrer Spielerkarriere spielte sie doch noch die Saison 2006 für das Team aus Houston.
Sie wurde für ihre Leistungen in der WNBA sowohl 2006 in das aus zehn Spielerinnen bestehende WNBA All-Decade Team als auch zum 15-jährigen Jubiläum der Liga im Jahr 2011 zu den WNBA's Top 15 Players of All Time gewählt.
Sie wurde 2012, 2013 und 2025 in Women’s Basketball Hall of Fame, Naismith Memorial Basketball Hall of Fame und FIBA Hall of Fame aufgenommen.

### Europa
Für einige Zeit war sie auch auf Vereinsebene in Europa aktiv.

### International
Staley holte mit dem US-amerikanischen Damen-Basketballteam bei den Olympischen Spielen 1996 in Atlanta, den Olympischen Spielen 2000 in Sydney und bei den Olympischen Spielen 2004 in Athen die Goldmedaille. Bei der Eröffnungsfeier der Spiele in Athen war Staley für die Vereinigten Staaten die Fahnenträgerin. Außerdem wurde sie mit dem US-Team 1998 und 2002 Basketball-Weltmeisterin und holte 1994 die WM-Bronze-Medaille.

## Trainer-Karriere
Noch während ihrer Spielzeit in der WNBA und in der Nationalmannschaft begann sie 2000 Frauenbasketballteam der Temple University in ihrer Heimatstadt Philadelphia zu trainieren. Unter ihrer Führung gewannen die Owls bis 2008 172 Spiele und verloren 80. In acht Jahren erreichte das Team sechsmal die Teilnahme am NCAA Tournament.
Im Frühjahr 2008 wechselte sie zu der University of South Carolina in Columbia, SC. In den ersten sieben Jahren ihrer Trainer-Karriere bei den Gamecocks konnte sie das Team kontinuierlich verbessern und erreichte in der 2014–15 Saison 34 Siege zu 3 Niederlagen, gewann zum zweiten Mal in Folge die Southeastern Conference reguläre Meisterschaft und zum ersten Mal das Turnier. Im NCAA-Turnier erreichte das Team die Final Four.
In der Saison 2016–2017 gewann ihr Team das NCAA Turnier, was als nationale Meisterschaft gilt.
Seit 2006 ist sie in verschiedenen Funktionen im Trainerstab des US-Basketballverbands tätig. 2017 wurde sie zur Cheftrainerin der Damen-Basketballnationalmannschaft der Vereinigten Staaten berufen.